# Maktoub (série télévisée)
Pour les articles homonymes, voir Mektoub.
Maktoub (arabe : مكتوب), littéralement Destin, est un feuilleton télévisé social tunisien en 98 épisodes de 50 minutes écrit et dialogué par Tahar Fazaa et Tahar Ben Ghédifa, produit par Cactus production et mis en scène par l'animateur de télévision et producteur Sami Fehri qui, à l'occasion, endosse, pour la première fois, la casquette de réalisateur. Il a été diffusé du 1er septembre 2008 au 24 juillet 2014 sur Tunisie 7, puis sur Ettounsiya TV.

## Synopsis
L'histoire raconte les problèmes familiaux, sociaux et conjugaux (racisme, mère célibataire, infidélité conjugale, pauvreté) en évoquant les aventures des familles Néji, Abd El Hak, Ben Salem (saison 3), Bechikh (saison 3) et de l'entourage de Choukri Ben Nfisa et Si Abess qui pratiquent le trafic de drogue et autres activités illégales.

## Diffusion
La série est diffusée pour la première fois le 1er septembre 2008 durant le mois du ramadan, avec trente épisodes. Connaissant un grand succès, une deuxième saison est programmée durant le mois du ramadan 2009. Sami Fehri se consacre l'année suivante à la réalisation de la série Casting diffusée en 2010.
Après la révolution de 2011, une troisième saison est diffusée le 1er août 2011, en se basant sur la critique de l'ancien régime, mais cette fois-ci sur Ettounsiya TV et simultanément sur El Hiwar El Tounsi. Une quatrième saison est annoncée mais le projet est abandonné avec l'arrestation de Sami Fehri. À la place, le feuilleton Layem est diffusé sur Ettounsiya TV. À la libération du réalisateur, celui-ci annonce le début du tournage de la nouvelle saison, qui est diffusée à partir du 29 juin 2014.

## Distribution

### Acteurs actuels
| Personnage              | Interprète             | Saison     | Saison    | Saison |
| Personnage              | Interprète             | Régulier   | Récurrent | Invité |
| ----------------------- | ---------------------- | ---------- | --------- | ------ |
| Mohamed Ali Néji (Dali) | Dhafer El Abidine      | 1, 2, 3, 4 |           |        |
| Youssef Bechikh         | Neji Nejah             | 3, 4       |           |        |
| Mehdi Néji              | Ahmed Landolsi         | 1, 2, 3, 4 |           |        |
| Chahinez Maaouia        | Meriem Ben Mami        | 1, 2, 3, 4 |           |        |
| Jamila Néji             | Jouda Najah            | 1, 2, 3, 4 |           |        |
| Elyes Abd El Hak        | Yassine Ben Gamra      | 1, 2, 3, 4 |           |        |
| Mourad Néji             | Farès Naânaâ           | 1, 2, 3, 4 |           |        |
| Chams Mejri             | Nidhal Saadi (ar)      | 4          |           |        |
| Rym Ben Ahmed           | Nadia Boussetta        | 1, 2, 3    |           |        |
| Rym Ben Ahmed           | Afef Ben Mahmoud       | 4          |           |        |
| Yosr Ben Salah          | Rania Gabsi            | 1, 2, 3, 4 |           |        |
| Cyrine Abd El Hak       | Samira Magroun         | 1, 2, 3, 4 |           |        |
| Selima                  | Maram Ben Aziza        | 2, 3, 4    |           |        |
| Feriel Ben Abdallah     | Najla Ben Abdallah     | 3, 4       |           |        |
| Aïcha Ben Farhat        | Intissar Gharbi        | 3, 4       |           |        |
| Haroun Bechikh          | Mohamed Amine Hamzaoui | 3, 4       |           |        |
| Néjah Ben Salem         | Hakim Boumsaoudi       | 3, 4       |           |        |
| Lamine Abd El Hak       | Abdelghani Ben Tara    | 2, 3, 4    | 1         |        |
| Kaïs Ben Ahmed          | Mohamed Sayari         | 4          |           |        |
| Hédi                    | Anis Gharbi            | 4          |           |        |
| Halima Mejri            | Leïla Ben Khalifa      |            | 4         |        |
| Yassine Mejri           | Bilel El Béji          |            | 4         |        |
| Malek Néji              | Meriam Ben Hussein     |            | 3, 4      |        |
| Nozha                   | Sandy Ali              |            | 4         |        |
| Ahmed                   | Lotfi Bouchnak         | 3          |           |        |
| Ahmed                   | Raouf Ben Amor         |            |           | 4      |
| Médecin de la prison    | Rym Ben Messaoud       |            | 4         |        |
| Ramla                   | Amira Jaziri           |            | 4         |        |
| Nour                    | Chahrazed Amous        |            | 4         |        |
| Youssef Néji            | Bédis Ghodhbane Ayari  |            | 4         |        |
| Mehrez Ben Nfisa        | Nasreddine Shili       | 1          | 2, 4      |        |
| Najwa Ben Farhat        | Jamila Chihi           |            | 3         | 4      |
| Mondher Ben Farhat      | Fethi Mselmani         |            | 3         | 4      |
| Mère de Chekra          | Aziza Boulabiar        |            | 3         | 4      |
| Farouk                  | Noureddine Mihoub      |            |           | 4      |

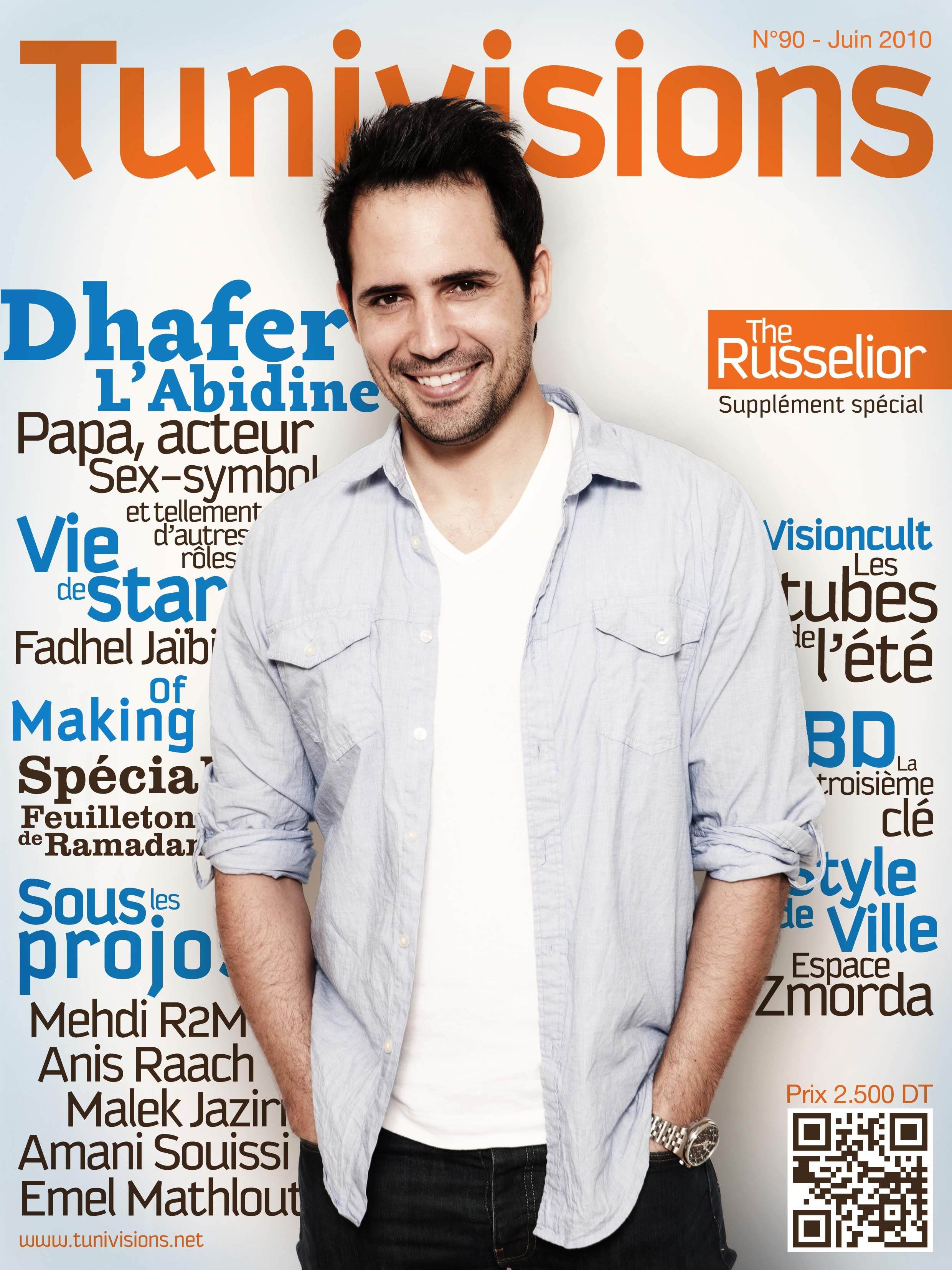
Dhafer El Abidine (Mohamed Ali Néji).
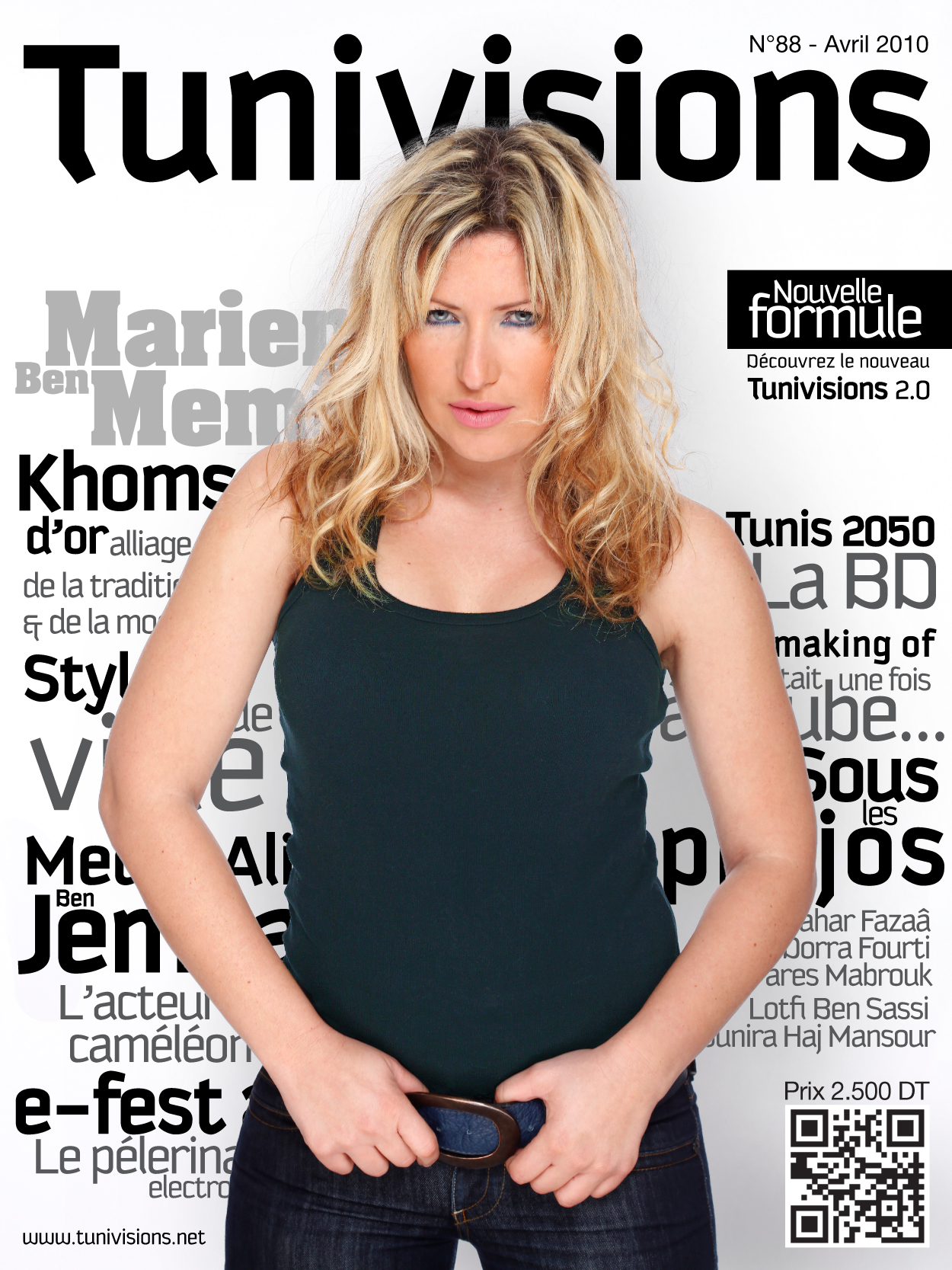
Meriem Ben Mami (Chahinez Maaouia).
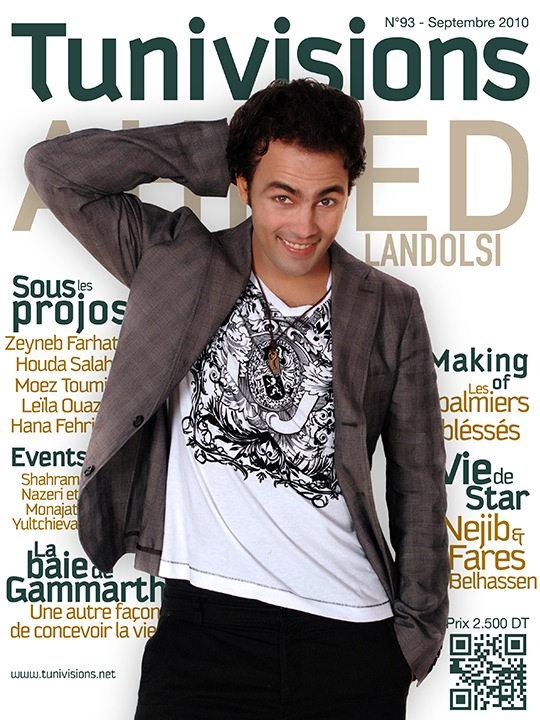
Ahmed Landolsi (Mehdi Néji).
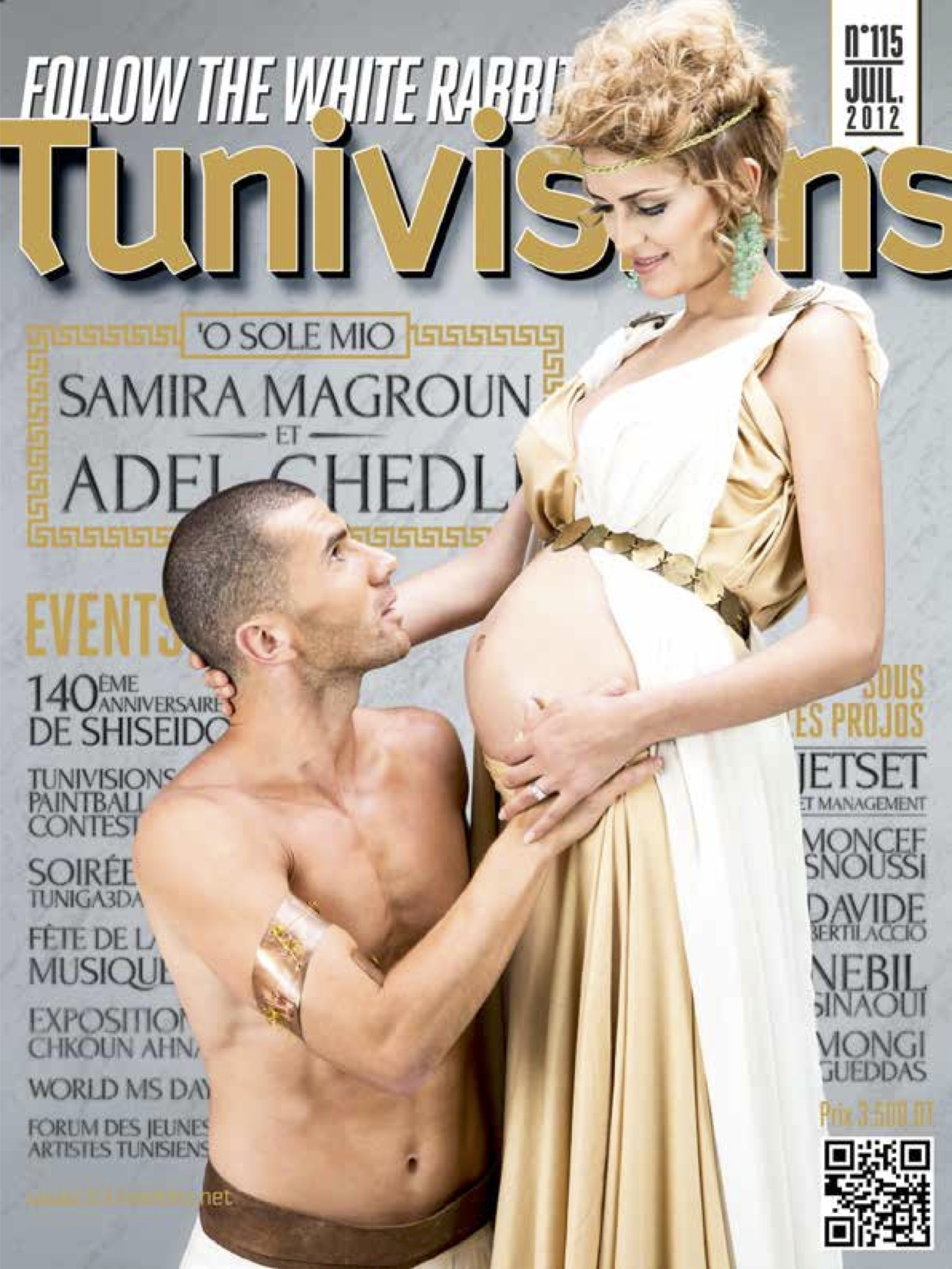
Samira Magroun (Cyrine Abd El Hak).
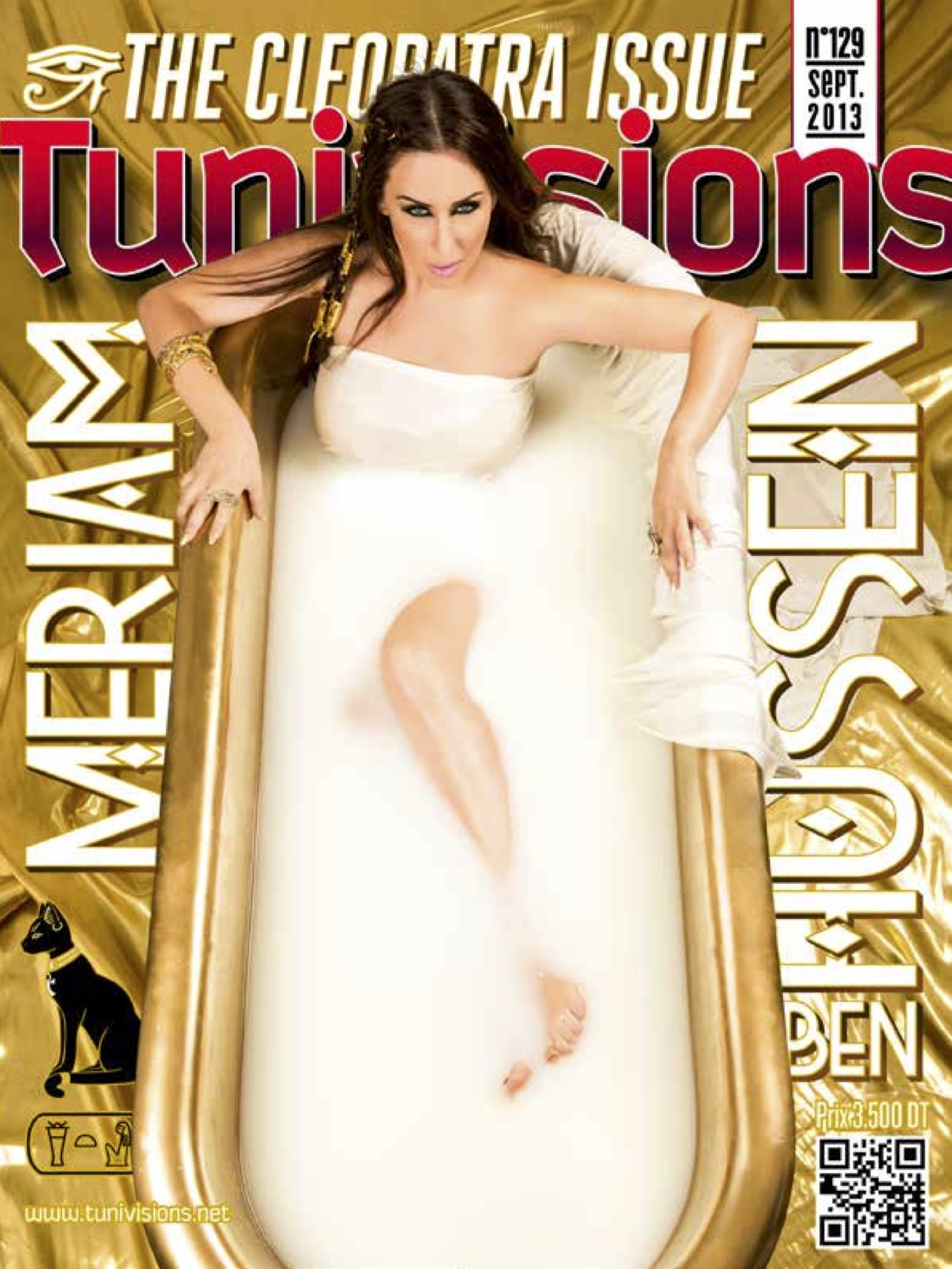
Meriam Ben Hussein (Malek Néji).
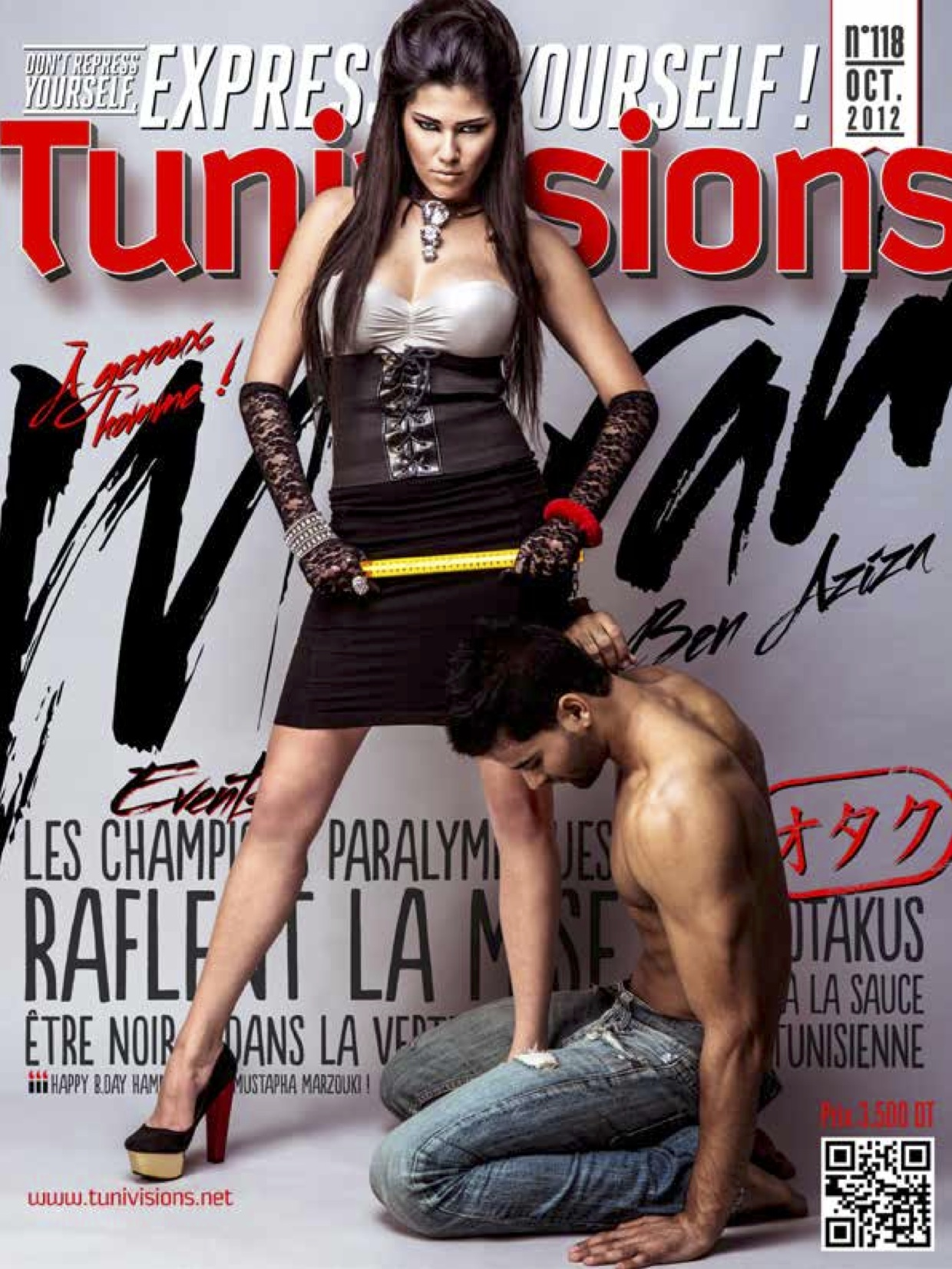
Maram Ben Aziza (Selima).
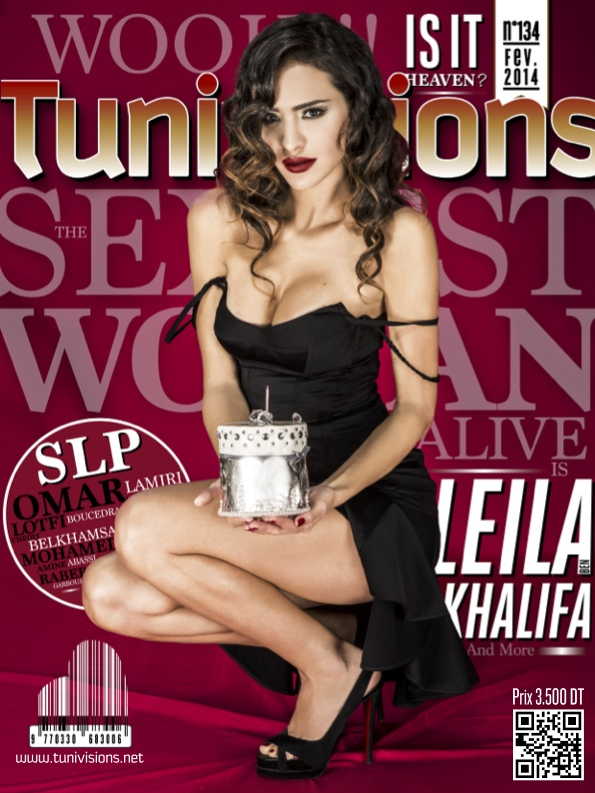
Leïla Ben Khalifa (Halima Mejri).

### Anciens acteurs
| Personnage         | Interprète            | Saison   | Saison    | Saison |
| Personnage         | Interprète            | Régulier | Récurrent | Invité |
| ------------------ | --------------------- | -------- | --------- | ------ |
| Samia Néji         | Dorra Zarrouk         | 1        |           |        |
| Maître Hicham      | Moez Toumi            | 1, 2     | 3         |        |
| Ibtissem           | Hend Sabri            | 2        |           |        |
| Najet Ben Ahmed    | Amel Safta            | 1        |           | 2      |
| Choukri Ben Nfisa  | Atef Ben Hassine      | 1, 2     |           |        |
| Montassar          | Helmi Dridi           | 1, 2     |           |        |
| Naceur             | Slah Msadek           | 1, 2     | 3         |        |
| Khadija            | Sonia Meddeb          | 1, 2     | 3         |        |
| Mongi (Mongui)     | Jamel Madani          | 1, 2     |           |        |
| Chalbia (Chobbi)   | Kawther El Bardi      | 1, 2     |           |        |
| Si Abess           | Mohamed Driss         | 2        |           |        |
| Mère d'Ibtissem    | Dalila Meftahi        | 2        |           |        |
| Kamel              | Houssem Sahli         | 1, 2     |           |        |
| Meriem             | Sonia Mankaï          | 2        |           |        |
| Chekra Ben Salem   | Mariem Ben Chaâbane   | 3        |           |        |
| Sarra              | Amal Jlizi            | 1        |           |        |
| Lili               | Souhir Ben Amara      | 1        |           |        |
| Mère de Yosr       | Arbia Terzi           | 1        |           |        |
| Fatma Ben Salem    | Khadija Fehri         |          | 3         |        |
| Hatem              | Khaled Houissa        |          | 3         |        |
| Skender            | Mohamed Ali Ben Jemaa | 1        |           |        |
| Abir               | Abir Bennani          |          | 1, 2      |        |
| Slah               | Radhi Jaïdi           |          | 1         |        |
| Camilia Abd El Hak | Samia Rhaiem          |          | 2         | 1      |
| Mère de Selima     | Beya Zardi            |          | 2         |        |
| Aziza              | Nissaf Ben Hafsia     |          | 3         |        |

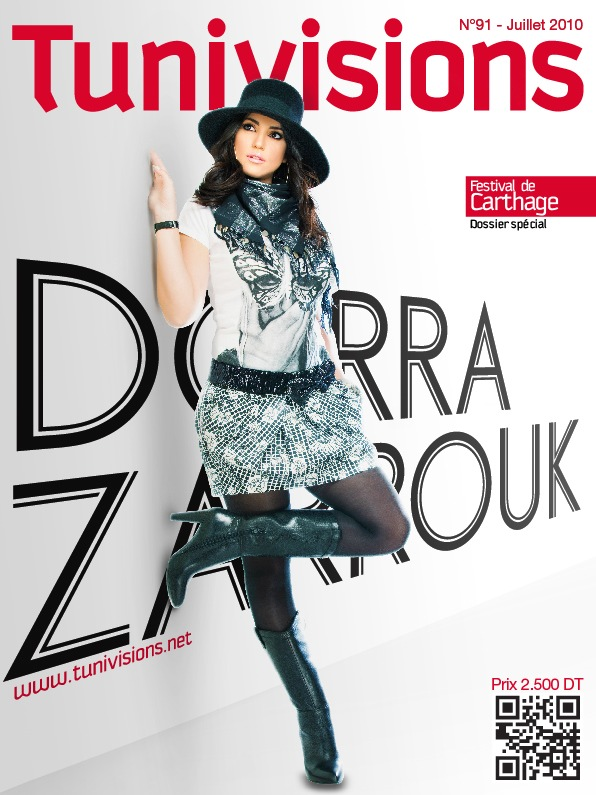
Dorra Zarrouk (Samia Néji).
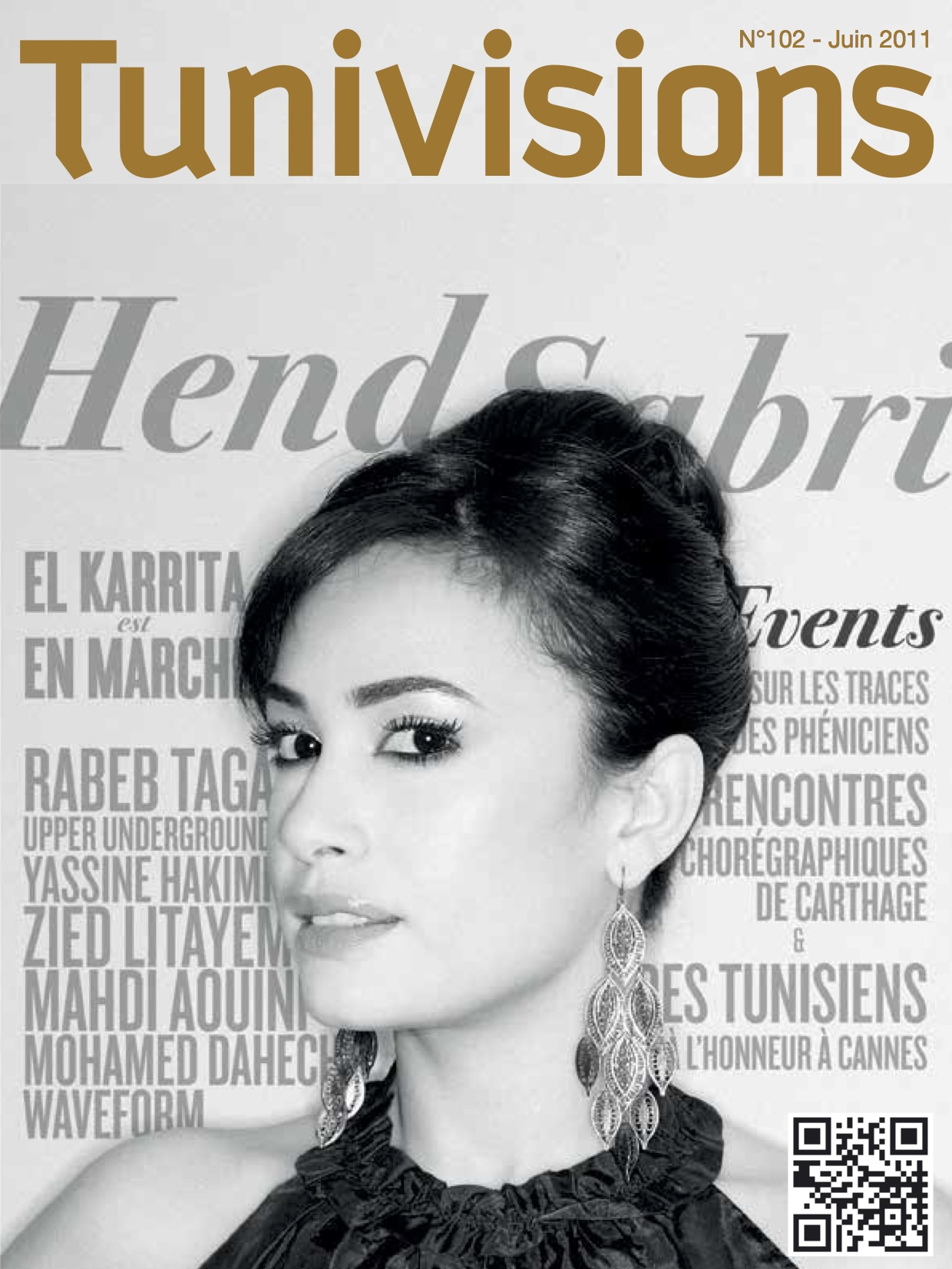
Hend Sabri (Ibtissem).
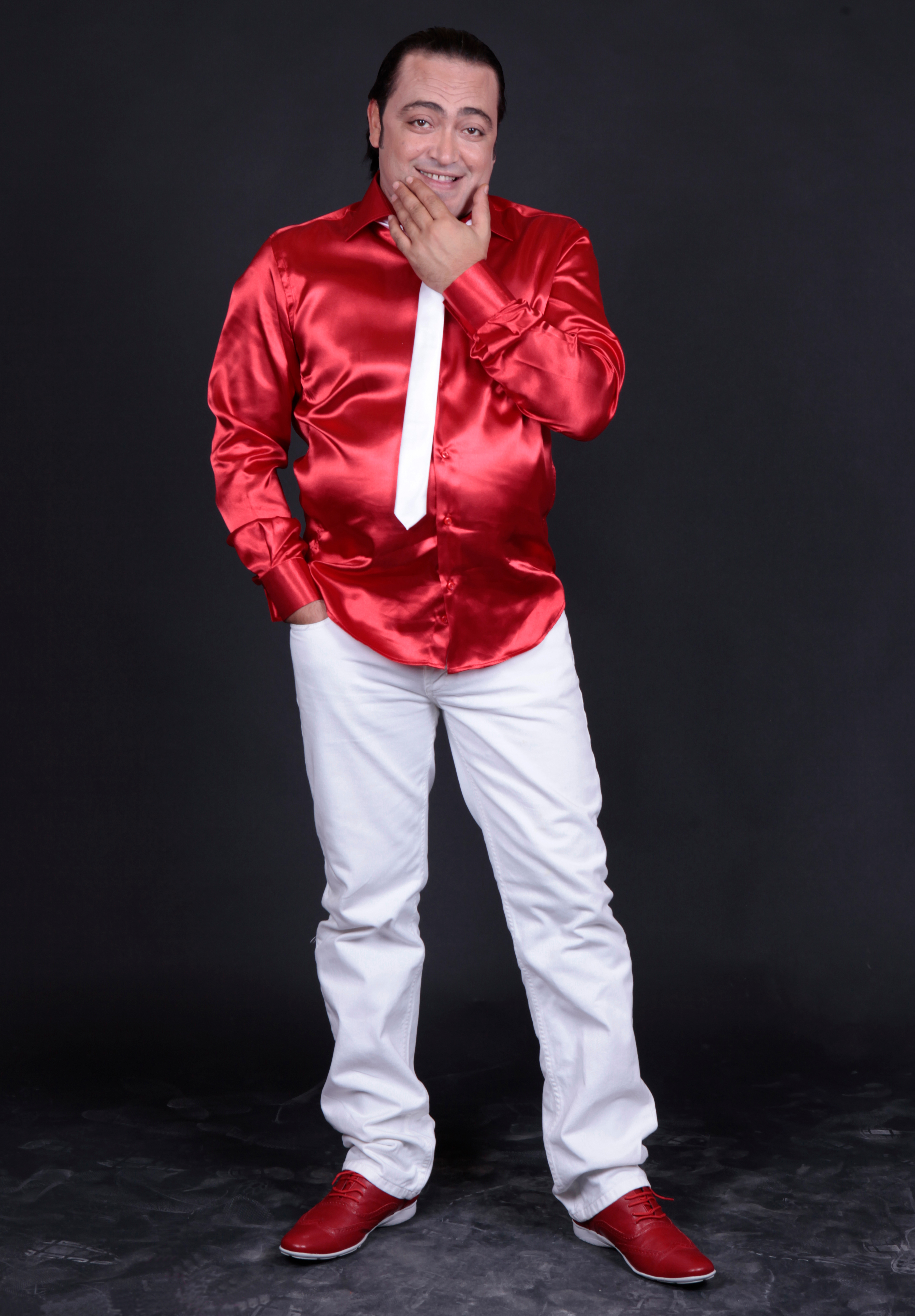
Atef Ben Hassine (Choukri Ben Nfissa).
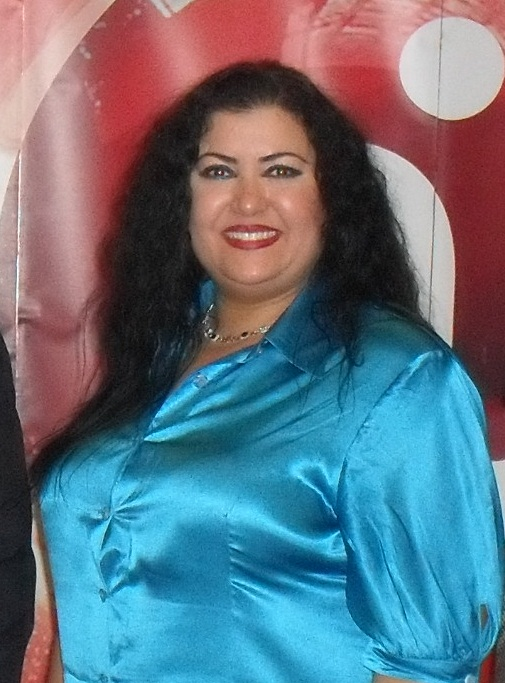
Kawther El Bardi (Chalbia).
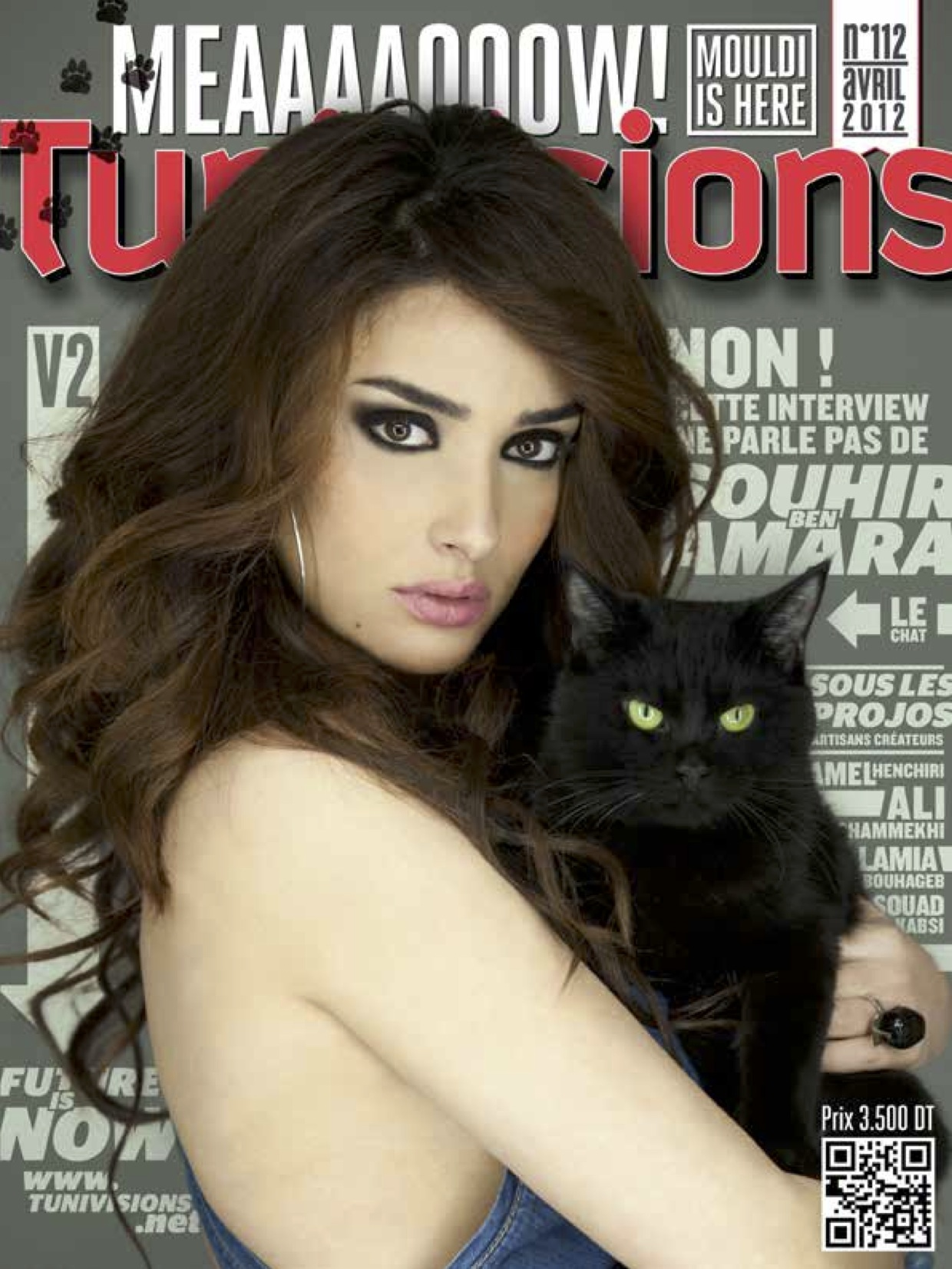
Souhir Ben Amara (Lili).
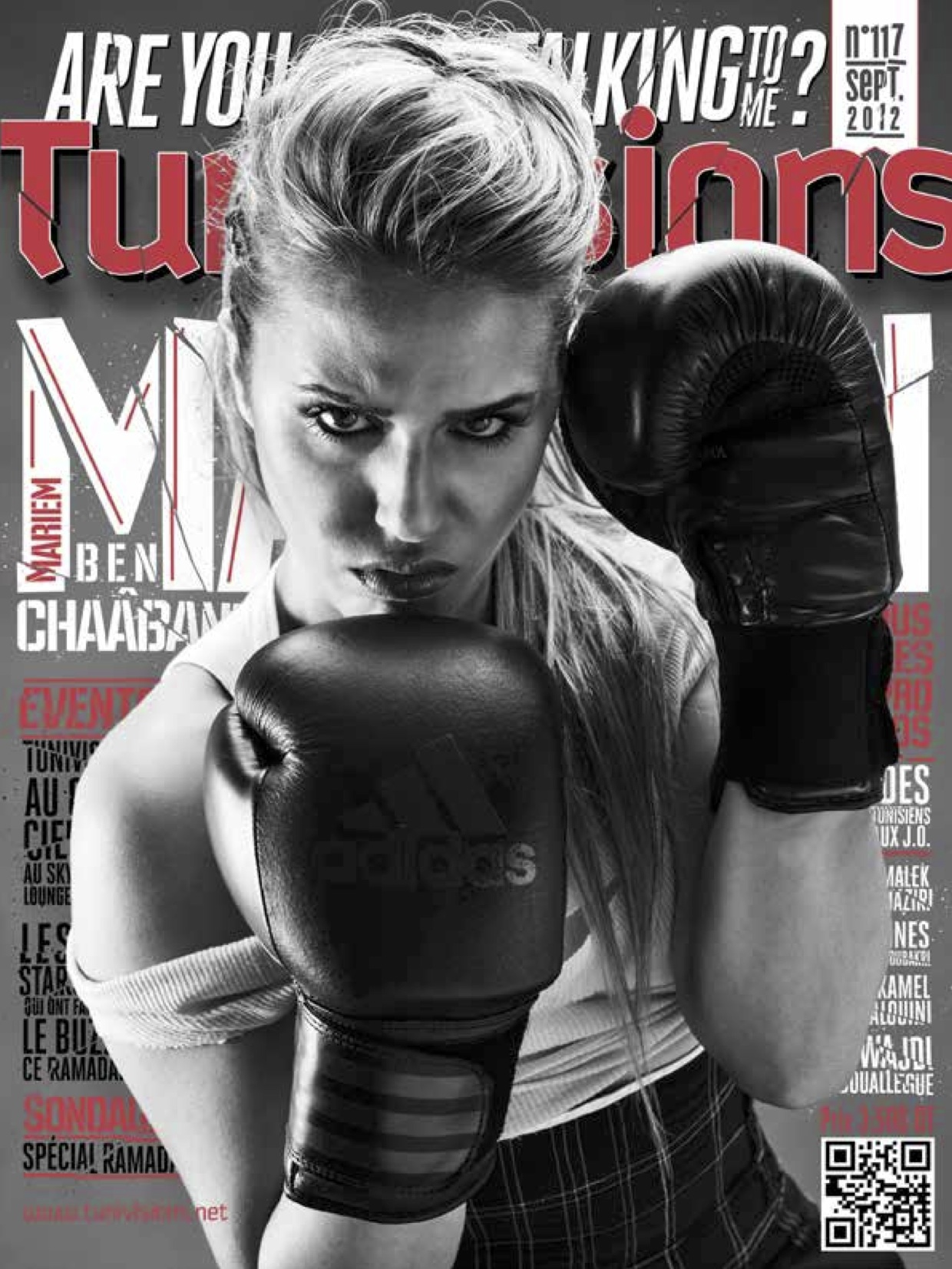
Mariem Ben Chaâbane (Chekra Ben Salem).

## Diffusion
| 1 | 30 | du 1er septembre 2008 au 30 septembre 2008 | Tunisie 7     |
| 2 | 30 | du 22 août 2009 au 19 septembre 2009       | Tunisie 7     |
| 3 | 15 | du 20 juillet 2012 au 3 août 2012          | Ettounsiya TV |
| 4 | 23 | du 29 juin 2014 au 24 juillet 2014         | Ettounsiya TV |

## Critique sociale
Maktoub est l'une des premières séries tunisiennes à aborder le sujet de la violence conjugale, notamment chez les jeunes ménages bourgeois. Absente de la première saison, la légitimation de la violence domestique est visible dans l'épisode 14 de la troisième saison et dans l'épisode 8 de la quatrième saison.

## Musique
Le générique de la série est une reprise du titre Maktoub ya maktoub interprété par Hédi Jouini.